# كاندي مور
كاندي مور (بالإنجليزية: Candy Moore)‏ هي ممثلة أمريكية، ولدت في 26 أغسطس 1947 في الولايات المتحدة.

## أعمال

### مسلسلات
- ذا لوسي شو

## وصلات خارجية
- كاندي مور على موقع IMDb (الإنجليزية)
- كاندي مور على موقع تيرنر كلاسيك موفيز (الإنجليزية)
- كاندي مور على موقع قاعدة بيانات الفيلم (الإنجليزية)